# Alloy (Album)
Alloy (englisch Legierung) ist ein Album der finnischen Funeral-Doom-Band Skepticism.

## Geschichte
Im Jahr 2004, ein Jahr nach der Veröffentlichung des dritten Studio-Albums Farmakon, trat Skepticism noch einige Male in Finnland auf. Anschließend konzentrierten sich die Musiker auf andere Tätigkeiten und die Arbeit am Folge-Album. Der Arbeitsprozess der Gruppe wurde dabei von der geringen Rate gemeinsamer Proben, meist einmal monatlich, und den Vorbereitungen für Auftritte verlangsamt. Gitarrist Jani Kekarainen brachte einen Großteil der Ideen ein und präsentierte sie der Gruppe. Keyboarder Eero Pöyry beschreibt das Vorgehen als einen Reifeprozess, der die Stücke perfektionierte. In diesem gemeinsamen Prozess änderte sich das jeweilige Stück entgegen seiner Grundidee oft „zu etwas völlig anderem“. Kekarainen führt als Beispiel das Stück The Arrival an, dessen Grundidee ein „auf Gitarren basierenden Song“ war. Im Ergebnis des Prozesses wurden die „Melodien von der Orgel gespielt und die Gitarre ist nur Hintergrund“.

„It’s kind of a team play. Every member put their own spices to the soup, which is great. Sometimes the other guys surprise me with strange but great sounding ideas.“

„Es ist eine Art Teamplay. Jedes Mitglied gibt seine eigenen Gewürze in die Suppe was großartig ist. Manchmal überraschen mich die anderen Jungs mit seltsamen aber großartigen Ideen.“

Der Gesangs wurde zum Ende des Schreibprozesses der Stücke arrangiert. Im Herbst des Jahres 2008 spielte die Gruppe das Album im D-Studio in Nurmijärvi ein. Zur Veröffentlichung am 20. Oktober 2008 behielt die Band die Kooperation mit dem Label Red Stream bei, es war die letzte Veröffentlichung vor dem Wechsel zu Svart Records. Der Veröffentlichung folgte eine Europatournee zusammen mit Pantheist und Ophis.

## Albuminformationen
Das am 20. Oktober 2008 erstmals veröffentlichte Album enthält sechs separate Stücke, die eine Gesamtspielzeit von 47:17 Minuten haben. Das Album wurde mehrmals Wiederveröffentlicht. Die Band übernahm gemeinschaftlich die grafische Aufbereitung des Begleitmaterials in Kooperation mit dem Grafikdesign-Studio Evildisko. Zur Zeit der Aufnahme bestand die Gruppe aus dem Sänger Matti Tilaeus, dem Keyboarder Eero Pöyry, dem Gitarristen Jani Kekarainen und dem Schlagzeuger Lasse Pelkonen.

### Veröffentlichungen
Alloy wurde als viertes Studioalbum der Band am 20. Oktober 2008 über Red Stream erstveröffentlicht, vorerst beschränkte sich die Veröffentlichung des Albums auf ein CD-Format. Das Album wurde mit sechs separaten Stücke und einer Spieldauer von 47:17 Minuten herausgegeben. Eine erweiterte Wiederveröffentlichung des Albums erschienen als CD und in verschiedenen Vinylversion im Jahr 2020 via Svart Records. Der Wiederveröffentlichung wurde das im Herbst 1998 in einem Take aufgenommene Stück Aes als Bonus hinzugefügt. Das 27:52 Minuten lange Stück war 1999 als EP über Red Stream erschienen. Für die Neuauflage wurde das Album und das hinzugenommene Stück Aes von Jaime Gomez Arellano in den Orgone Studios in Bedfordshire neu gemastert.

### Gestaltung
Wie zu vorherigen Veröffentlichungen der Gruppe wurde das Cover des Albums durch die Nahaufnahme eines Objektes illustriert. Das Motiv ist, anders als die Aufnahmen von Rauch auf Farmakon oder einem Anzug auf Ordeal auf dem Bild allein nicht klar zu identifizieren. Das Motiv wiederholt sich im Innern des Booklets in der gleichen Farbigkeit. Das Bild zeigt eine Oberflächenstruktur Formen in Schwarz, Blau und Violett. Im Innern des Booklets sind die Texte der Stücke abgedruckt. Die grafische Aufbereitung wurde von dem Design-Studio Evildisko übernommen.

### Stil
Der auf Alloy von Skepticism gespielte Stil wurde wie die vorherigen Veröffentlichungen der Gruppe dem Funeral Doom zugerechnet. Allerdings variierte die Band den eigenen Stil graduell und zeigte sich mit höherer Zugänglichkeit und klareren Unterteilungen in Songstrukturen. Dabei wird besonders die Produktion als Steigerung der Qualität zu vorherigen Veröffentlichungen ausgemacht. Über diese Produktion und die deutliche Unterteilung der Stücke wird die Musik im verstärkt mit Metal in Verbindung gebracht. Insbesondere das Schlagzeugspiel kommt hierüber deutlicher zur Geltung. Trotz solcher Änderungen und einiger Variationen im Detail der unterschiedlichen Stücke behält die Band den von ihr geprägten Funeral Doom als Stil bei. Das Gitarrenspiel ist präsenter als zuvor und besonders langsam, der Gesang bleibt ein tief gutturales Growling und das Melodieführende Instrument bleibt das Keyboard, das dem Klang einer Kirchenorgel entsprechend eingesetzt wird. Entgegen vorherigen Alben verfügt Alloy über einen „gitarrenlastigeren Klang, bei dem monolithische Riffs“ besonders präsent erscheinen.

## Wahrnehmung
Oliver Schreyer von Musikreviews sah die erhöhte Zugänglichkeit als Manko der Veröffentlichung und Ansatz einer Kommerzialisierung der Band. Für Stormbringer wurde das Album als gute Werk ohne besonderen Nennwert beurteilt. Andere Rezensenten, wie Kostas Panagiotou für Doom-Metal.com, lobten die Veröffentlichung hingegen für die höhere Zugänglichkeit und hochwertigere Produktion als eines der besten der Band und des Jahres. Aufgrund der Zeitspanne zwischen der Veröffentlichung von Farmakon und jener von Alloy wurde das Album auch als gelungene Wiederkehr gelobt.
Das Decibel führte das Album auf dem 83. Platz der Top 100 Doom Metal Albums of all Times. Andy O’Connor schrieb, dass es verdeutliche, dass die Gruppe sich von ihren Imitatoren separiere und zur Spitze des Genres zähle. Zur Wiederveröffentlichung im Jahr 2020 wurde Alloy einheitlich als Klassier des Genres gelobt.